# Choerades lapponica
Choerades lapponica là một loài ruồi trong họ Asilidae. Choerades lapponica được Zetterstedt miêu tả năm 1838. Loài này phân bố ở vùng Cổ Bắc giới.